# نوادو دل کوئیندیو
نوادو دل کوئیندیو (به اسپانیایی: Paramillo del Quindío) یک کوه و یخچال طبیعی در کلمبیا است که در بخش کیندیو واقع شده‌است. نوادو دل کوئیندیو ۴٬۷۶۰ متر بالاتر از سطح دریا واقع شده‌است.